# Оноре I (сеньор Монако)
Оноре I (фр. Honoré I; 1522 — 7 октября 1581) — сеньор Монако с 1523 года. Сын Люсьена Гримальди и его жены Жанны де Понтеве.
Отец Оноре, сеньор Монако Люсьен, был убит 22 августа 1523 года своим племянником Бартоломео Дориа. При молодом Оноре правили в качестве регентов: Августин Гримальди (дядя Оноре, епископ Граса) в 1523—1532 годах, Николя Гримальди в 1532 году, Этьен Гримальди в 1532—1540 годах.
Августин Гримальди подписал в 1524 году от имени Оноре соглашение с Испанией, в соответствии с которым Монако стало протекторатом Испании.
В 1545 году Оноре женился на Изабелле Гримальди, племяннице своего бывшего регента Этьена. Двое из сыновей Оноре и Изабеллы (Карл и Эркюль) занимали в дальнейшем трон Монако.